# Conops rufomaculatus
Conops rufomaculatus är en tvåvingeart som beskrevs av Krober 1915. Conops rufomaculatus ingår i släktet Conops och familjen stekelflugor.
Artens utbredningsområde är Taiwan. Inga underarter finns listade i Catalogue of Life.